# Bulbophyllum pachytelos
Bulbophyllum pachytelos  (лат.) — вид однодольных растений рода Бульбофиллюм (Bulbophyllum) семейства Орхидные (Orchidaceae). Впервые описан немецким ботаником Рудольфом Шлехтером в 1905 году.

## Распространение, описание
Эндемик Папуа — Новой Гвинеи. Типовой экземпляр собран в небольшом городке Алола.
Эпифитное растение маленького размера. Корневище с псевдобульбой размером 2,5 см, от продолговатой до продолговато-цилиндрической формы. Соцветие несёт один цветок размером 6 мм беловатого цвета. Цветёт зимой и весной.

## Синонимы
Синонимичные названия:
- Bulbophyllum geminum Schltr.
- Bulbophyllum proximum Schltr.
- Pelma pachytelos (Schltr.) Szlach. & Kulak